# Pablo Matos
Pablo Matos Mascareño (nacido el 29 de agosto de 1956 en Santa Cruz de Tenerife) es un político español del Partido Popular.
Pablo Matos es abogado, asesor jurídico y secretario general de Visocán. Asesor jurídico de empresas, por el Centro de Estudios Tributarios y Económicos de Madrid. Concejal de Urbanismo y Teniente de Alcalde del Ayuntamiento de Santa Cruz de Tenerife (1995-1999). Forma parte del Comité Ejecutivo regional e insular del Partido Popular, y es Secretario General Regional de ese partido. Portavoz suplente del Grupo Parlamentario Popular.y diputado nacional por la provincia de Santa Cruz de Tenerife
- Datos: Q27755688